# Strada europea E462
La E462 è una strada europea che collega Brno a Cracovia.

## Percorso
La E462 è definita con i seguenti capisaldi di itinerario: "Brno - Olomouc - Český Těšín - Cracovia".